# Liste der Grade-I-Bauwerke in Cumbria
| Lage von Cumbria in England                                                         |
| Gliederung von Cumbria                                                              |
| 1. Barrow-in-Furness 2. South Lakeland 3. Copeland 4. Allerdale 5. Eden 6. Carlisle |

Die Liste der Grade-I-Bauwerke in Cumbria zählt die 141 der mehr als 9000 als Grade I eingestuften Gebäude in England auf, die sich in der Grafschaft Cumbria befinden. Die Liste ist nach den Bezirken unterteilt, die bis 2023 bestanden.

## Allerdale
1. Church of St Andrew, Aikton
2. Harby Brow Tower, Farmhaus und StallAllhallows
3. Whitehall (Allhallows)
4. Church of St Michael, Torpenhow
5. Church of St Michael, Blindcrake
6. Isel Hall, Blindcrake
7. Church of All Saints, Boltons
8. Drumburgh Castle, Drumburgh
9. Church of St Bridget, Brigham
10. Church of St Mungo, Bromfield
11. Church of St Kentigern, Caldbeck
12. Cockermouth Castle
  - “Residenz von Lord Egremont”
  - “unbewohnte Teile”
  - Outer Gatehouse
  - östlicher Abschnitt der Gebäude
  - südlicher Abschnitt der Gebäude
  - Ziehbrunnen innerhalb des Torhauses
13. Wordsworth House, Cockermouth
14. Church of St John, Crosscanonby
15. Branthwaite Hall, Dean
16. Church of St Oswald, Dean
17. Church of St Mungo, Dearham
18. Hayton Castle
19. Church of St Mary, Holme Abbey
20. Church of St John the Baptist, Holme East Waver
21. Ireby Old Church
22. Greta House, Keswick
23. Church of St Peter, Kirkbampton
24. Workington Hall

## Barrow-in-Furness
1. Capella Extra Portas und Mauern
2. Furness Abbey, einschließlich aller mittelalterlichen Reste
  - Furness Abbey: Gateway
  - Westtor der Furness Abbey
3. Abteimauer von Furness Abbey
4. Rampside Hall
5. Piel Castle
6. Dalton Castle

## Carlisle
1. Askerton Castle
2. Church of St Martin (Brampton)
3. Naworth Castle, Brampton
  - Bootshaus östlich
  - Torhaus östlich
4. Church of St Michael (Burgh By Sands)
5. Lanercost Priory
  - Church of St Mary
  - Dacre Hall
  - Torbogen nach Westen
  - Kreuzbasis im Nordwesten
  - Nordmauern
  - The Vicarage
6. Tullie House und Erweiterungen
7. Mauern, Tore und Brüstungen am Tullie House
8. Crown Court von Carlisle mit anliegenden Büros und Torbogen
9. Nisi Prius Courthouse, verbundene Büros und Torbogen
10. 5 & 6 Greenmarket, Carlisle
11. Market Cross, Carlisle
12. Old Town Hall, Carlisle
13. Stadtmauern von Carlisle
  - Häuser 10–22 West Walls
  - westliche Stadtmauern
  - Fragment der nördlichen Stadtmauer
  - westliche Stadtmauer im Südwesten von Tile Tower
14. früheres Priorat von St Mary
15. Tithe Barn, Carlisle
16. The Deanery, Carlisle
17. Abteitor und Torhaus in Carlisle
18. Carlisle Castle
  - Brücke über den äußeren Graben
  - Captains Tower und Mauern im Inner Bailey
  - De Ireby’ss Tower & Outer Bailey Wall
  - Inner Bailey Keep
  - Inner Bailey Palace einschließlich eines Teils von Queen Mary’s Tower
  - Outer Bailey Half Moon Battery, Flanking Wall und Brücke
19. Cathedral Church of the Holy & Undivided Trinity
20. Eden Bridge
21. Ruinen der Schlafsäle der früheren Priorats von St Mary, Carlisle
22. Rose Caste, Dalston
  - Mauern
  - Tor, seitliches Pförtnerhäuschen und Turm im Norden
23. Denton Hall, Netehr Denton und anliegende Scheunen und Ställe
24. Kreuz im Kirchhof, südlich der Church of St Mary, Rockcliffe
25. Scaleby Castle
26. Römischer Wald in Upper Denton
27. Corby Bridge, Wetheral
28. Corby Castle, Wetheral
  - Mauer und Torpfeiler im Osten
  - Wasserrad im Westen
  - Taubenschlag im Südosten
  - Torhaus im Ostne
  - Kräutergartenmauern im Südosten
  - Lachsfischbecken im Süden
  - Tempietto
29. St Constantine’s Cells, Wetheral
30. Wetheral Priory Gatehouse
31. Mauern östlich des Wetheral Priory Gatehouse

## Copeland
1. Egremont Castle
2. Church of St Mary, Gosforth
3. Church of Holy Trinity, Millom
4. Millom Castle
5. Church of St Michael & All Angels, Muncaster
6. Muncaster Castle
7. Moresby Hall, Parton
8. Church of St Mary & St Bega, St Bees
9. Priory Church, St Bees: Cross in churchyard to N of nave
10. St Bees School, Carlisle
  - Musikzimmer im früheren Chor der Priory Church of St Mary & St Bega
11. Priory Church, Carlisle
  - Mauer westlich des Kirchenschiffs, mit mittelalterlichem Kreuz und Türsturz
12. Calder Abbey
  - Ruinen der Kirche und östlicher Teil
  - Haus, Ruinen und anliegende Hofgebäude im Osten

## Eden
1. The Nunnery, Staffield, Ainstable
2. Castle Park, Appleby in Westmorland
3. Appleby Castle, Appleby in Westmorland
  - Hauptgebäude
  - Torweg zum Courtyard
  - Lady Anne’s Bienenhaus
  - Caeser’s Tower
  - Church of St Lawrence
4. Grange Hall, Asby mit Nebengebäuden
5. Askham Hall
6. Church of St Michael, Barton
7. Church of All Saints, Bolton
8. Church of St Ninian, Ninekirks
9. Thistlewood Farmhouse, Castle Sowerby
10. Catterlen Hall, Newton Reigny
11. Church of St Andrew’s, Crosby Garrett
12. Church of St Lawrence, Crosby Ravensworth
13. Church of St Andrew, Dacre
14. Dacre Castle
15. Dalemain, Dacre
16. Blencow Hall Farmhouse und Torhausflügel, Little Blencow, Greystoke
17. The College, Kirkoswald
18. Church of St Cuthbert, Edenhall, Langwathby
19. Church of SS Margaret & James, Broom, Long Marton
20. Pendragon Castle, Mallerstang
21. Hogwill Castle, Milburn
22. Church of St Laurence, Morland
23. Church of St James, Great Ormside
24. Hartsop Hall, Low Hartsop, Patterdale
25. Eamont Bridge
26. Beacon Tower, Penrith
27. Gloucester Arms, Great Dockray
28. Church of St Andrew, Penrith
29. Penrith Castle
30. Church of St Oswald, Ravenstonedale
31. Hutton-in-the-Forest Hall
  - Gerippe
  - Gartenmauern und Portal
32. Scales Hall
  - Gerippe und Stall
  - Torhaus und Mauern
33. Acorn Bank House, Temple Sowerby
34. Church of St Columba, Warcop
35. Wharton Hall
36. Yanwath Hall

## South Lakeland
1. Gleaston Castle, Aldingham
2. Dallam Tower, Milnthorpe, Beetham
  - Orangerie
  - Statue südlich der Orangerie
3. Church of St Michael, Beetham
4. Church of St James, Burton-in-Kendal
5. Broadleys, Cartmel Fell
6. Moor Crag, Cartmel Fell
7. Church of St Anthony, Cartmel Fell
8. Devils Bridge, Casterton
9. Church of St Andrew, Dent
10. Church of St Michael & All Saints, Hawkshead
11. Sizergh Castle, Helsington
12. Church of St Giles, Holme
13. Abbot Hall Art Gallery, Kirkland
14. Church of the Holy Trinity, Kirkland
15. Castle Dairy, Kendal
16. Kirkby Hall, Kirkby Ireleth
17. Devil’s Bridge, Kirkby Lonsdale
18. Church of St Mary, Kirkby Lonsdale
19. Bridge House, Ambleside
20. Borran’s Field (Galava Roman Fort), Ambleside
21. Brimmer Head Farmhouse mit anliegendem Gebäude, Grasmere
22. Rydal Mount
23. Town End mit den anliegenden Gebäuden, Troutbeck
24. Dove Cottage in Town End, Grasmere
25. Levens Hall
26. Priory Church of St Mary, Lower Allithwaite
27. The Friends’ Meeting House, Brigflatts mit dem anliegenden Cottage westlich davon
28. Church of St Andrew, Sedbergh
29. Church of SS Mary & Michael, Great Urswick
30. Belle Isle, Windermere
31. Blackwell School, Bowness-on-Windermere, Windermere
32. Calgarth Hall, Windermere